# José Sánchez del Río
José Sánchez del Río (Sahuayo, 28 de marzo de 1913-Íbidem, 10 de febrero de 1928) fue un adolescente cristero de 14 años de edad, procesado, torturado y ejecutado por oficiales del gobierno mexicano, durante la Guerra Cristera en México.
Fue declarado beato por el cardenal José Saraiva Martins en la ciudad de Guadalajara el 20 de noviembre de 2005, siendo el 21 de enero de 2016 cuando el papa Francisco firmó el decreto que habilitó su canonización. Fue canonizado por el propio Francisco el 16 de octubre del mismo año, en Roma.

## Biografía
José Sánchez del Río nació el 28 de marzo de 1913, poco tiempo después del golpe de Estado militar más conocido como la Decena Trágica del general Victoriano Huerta, en la ciudad mexicana de Sahuayo de Morelos, Michoacán. 
Asistió a la escuela y vivió en el centro de Sahuayo, siendo de las mejores familias. Se integró a las vanguardias del grupo local de la ACJM en Sahuayo, y posteriormente en Guadalajara, Jalisco. Cuando estalló la Guerra Cristera en 1926, sus hermanos se unieron a las fuerzas cristeras, pero su madre no le permitió unirse. El general Prudencio Mendoza, también rechazó que se enlistara. El niño insistió en que quería tener la oportunidad de participar en el conflicto. Las palabras que convencieron a su madre para que lo dejasen ir fueron las siguientes "Nunca ha sido tan fácil ganarse el cielo como ahora".
Durante una lucha muy fuerte el 6 de febrero de 1928, el caballo del general Luis Guízar Morfín fue impactado por los proyectiles enemigos. José le dio el suyo diciéndole:

"Mi general, aquí está mi caballo. Sálvese usted, aunque a mí me maten. Yo no hago falta y usted sí".
José Sánchez del Río

### Proceso y ejecución
Tras el combate, lo tomaron prisionero en las cercanías de Cotija, y lo llevaron a Sahuayo, donde lo encarcelaron en la parroquia, en custodia de su padrino Rafael Picazo. José le dijo a uno de sus carceleros:

«La casa de Dios es para rezar, no para usarla como un establo de animales. Estoy dispuesto a todo. Puede fusilarme. Así me encontraré enseguida en la presencia de Dios y podré pedirle que le confunda.»

Desde la prisión escribió una carta a su madre, el 6 de febrero de 1928:

Querida mamá: Fui hecho prisionero en combate en este día. Creo que en los momentos actuales voy a morir, pero no importa, mamá. Resígnate a la voluntad de Dios. No te preocupes por mi muerte, que es lo que me mortifica; antes diles a mis hermanos que sigan el ejemplo que les dejó su hermano el más chico. Y tú haz la voluntad de Dios, ten valor y mándame la bendición juntamente con la de mi padre. Saluda a todos por última vez. Y tú, recibe el corazón de tu hijo, que tanto te quiere y, verte, antes de morir, deseaba.
José Sánchez del Río (rúbrica)

El viernes 10 de febrero lo sacaron de la parroquia al mesón general del ejército federal. Le desollaron las plantas de los pies, y lo obligaron a caminar descalzo con los pies desollados por la calle Insurgentes, hasta topar con lo que hoy es el Instituto Sahuayense; dieron vuelta al Boulevard y siguieron hasta llegar al panteón Municipal.
Durante todo el proceso, José dio repetidas vivas a Cristo Rey y a la Virgen de Guadalupe. Llorando pero a la vez rezando por el camino, le fue señalada su tumba y poniéndose al pie de ella fue sometido a ahorcamiento y acuchillamiento por sus verdugos. Uno de ellos, Rafael Gil Martínez apodado "El Zamorano", lo bajó del árbol donde había sido colgado y le preguntó: ¿Qué quieres que le digamos a tus padres? José respondió con voz de mucha fatiga: Que viva Cristo Rey y que en el cielo nos veremos. El verdugo sacó su pistola y lo mató de un tiro en la sien. Eran las 11:30 de la noche en Sahuayo, Michoacán.

## Beatificación y canonización

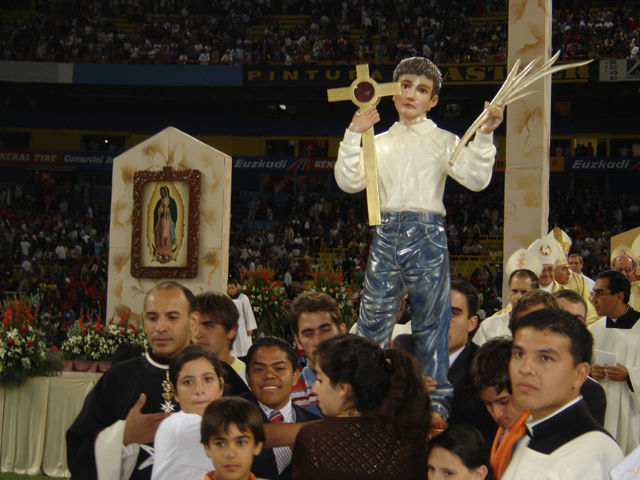
Beatificación de José Sánchez del Río en 2005

José Sánchez del Río fue beatificado junto con otros once mártires mexicanos de la defensa religiosa el 20 de noviembre de 2005, durante el papado de Benedicto XVI, en el Estadio Jalisco de Guadalajara, en una ceremonia presidida por el cardenal José Saraiva Martins, prefecto de la Congregación para las Causas de los Santos.
El 22 de enero de 2016, según informó la Santa Sede, el papa Francisco aprobó un milagro atribuido a la intercesión del adolescente, que ostentaba el título de beato, el penúltimo paso antes de su reconocimiento como santo de la Iglesia católica. La aprobación tuvo lugar la víspera durante una audiencia del papa con el cardenal Angelo Amato, prefecto de la Congregación para las Causas de los Santos de la Santa Sede. La ceremonia de canonización se llevó a cabo el 16 de octubre de 2016. Fue canonizado junto a otros seis beatos, entre ellos el argentino cura Brochero.

## Fiesta
Cuando Benedicto XVI, el 15 de noviembre de 2005, firmó el decreto de beatificación de José Sánchez del Río junto con otros mártires estableció que se celebraría su fiesta el 20 de noviembre. Hasta el momento la Santa Sede no ha hecho ningún cambio de fecha.
Para las diócesis de México la Congregación para el Culto Divino y la Disciplina de los Sacramentos autorizó que la memoria libre de san José Sánchez del Río se celebre el 10 de febrero.

## Reconocimientos
Cinematografía. La vida del niño mártir José Sánchez del Río fue dada a conocer en la película Cristiada.Mirando al cielo es una película que presenta una historia basada en hechos reales sobre la vida de José Sánchez del Río.
Monumentos. Se construyó monumento en Sahuayo Michoacán. Se han hecho 2 esculturas en bronce que han construido sus devotos fieles: la primera en 2006, que muestra a San Joselito yaciente en el panteón donde fue asesinado. Otra escultura está ubicada en el Santuario de los Mártires Mexicanos en Tlaquepaque Jalisco.
Templo. En 2017, se inició a construcción del templo en honor del niño santo en su pueblo natal.diseñado por Gabriel Chávez de la Mora.